# Druhý turkutský kaganát
Druhý turkutský kaganát (𐱅𐰇𐰼𐰰:𐰃𐰠, Türük el) byl středověký staroturecký stát na území Mongolska a přilehlých částech dnešního Ruska (Zabajkalsko) a Číny (Vnitřní Mongolsko) s centrem v Ötükenu na břehu řeky Orchon. Předchůdcem Druhého turkutského kaganátu byl první turkutský kaganát (552–630), který se ve druhé čtvrtině 7. století rozpadl na Západoturkutský (na území dnešního Kazachstánu, Sin-ťiangu a zemí severně od Kaspického moře) a Východoturkutský kaganát (v Mongolsku), dobyté říší Tchang roku 658 a 630. Zakladatel státu, člen rodu Ašina vládnoucího v předešlých turkutských kaganátech, Kutlug přijal titul Elteriš-kagana, sjednotil turkutské kmeny a v boji s čínskou říší Tchang obnovil samostatný turkutský stát.

## Správa a hospodářství
Hospodářství kaganátu bylo založeno na kočovném pastevectví doplňovaném zemědělstvím a obchodem. Správa říše byla vybudována podle vzoru Turkutského kaganátu, byl rozdělen na západní a východní křídlo; vládce, kagan, byl vrchním velitelem armády a nejvyšším soudcem.

## Historie
Roku 691 zemřel Elteriš-kagan a byl následován svým mladším bratrem, který převzal titul Kapagan-kagan. Ten si v letech 696–697 podrobil Kitany a uzavřel spojenectví s Tataby, čímž zastavil postup tchangských armád na severovýchod, do podhůří Velkého Chinganu a zajistil říši východní hranice. V letech 698 až 701 posunul severní a západní hranice státu k pohořím Tannu Ola, Altaj a Tarbagataj. Poté, co v letech 706–707 porazili kmen Bajirku, obsadili Turkuti země sahající od horního toku Kerulenu až k Bajkalskému jezeru. V letech 709–710 turkutské síly  překročily pohoří Sajan a drtivě porazili jenisejské Kyrgyzy. V roce 711 turecké síly vedené Tonjukukem (vlivným rádcem turkutských kaganů, spoluzakladatelem říše) překročily mongolský Altaj, střetly se s türgešskou armádou v Džungarii na řece Boluču a získaly rozhodné vítězství. Tonjukuk si vynutil přechod přes Syrdarju při prodáledování o ustupujících Türgešů a vedl své jednotky k hranici Tocharistánu. V bitvách s Araby poblíž Samarkandu však byly turecké síly odříznuty od svého týlu a utrpěly značné ztráty; v letech 713–714 měly potíže s návratem na Altaj. Tam posílili armádu, která se připravovala na obléhání Bešbaliku. Obléhání bylo neúspěšné.
Po úmrtí Kapagan-kagana roku 716 se v rozporu s zvyky trůnu zmocnil Kapaganův syn Inel-kagan, který byl vzápětí zabit Kul Tiginem, synem Elteriš-kagana, který měl podporu mnoha turkických rodin. Na trůn poté nastoupil Kul Tiginův starší bratr Bilge-kagan, který vládl v letech 716 až 734. Bilge-kagan nastoupil na trůn v době, kdy říše založená jeho otcem byla na pokraji zhroucení. Západní země se nadobro oddělily; bezprostředně po smrti Kapagana se odthli Türgešové. Kitani a Tatabové odmítly vzdát hold, Oguzové se bouřili a i samotné turkutské kmeny začaly rebelovat. Bilge-kagan postavil Kul Tigina do čela armády a Tonjukuk, který měl mezi kmeny velkou autoritu, se stal nejbližším rádcem kaghana.
Roku 720 zaútočila na Turkuty tchangská armáda, ale její basmalskou jízdu Tonjukuk porazil a naopak pronikl do Kan-su. Turkutům se (roku 727) od Tchangů dostalo velkých darů v hedvábí, nicméně odmítli uzavřít spojenectví proti Tibetu.
Smrt Tonjukuka (726) a Kula Tigina (731) připravila Bilge-kagana o nejlepší rádce. Bilge sám byl prý roku 734 otráven, ale jed byl pomalý a podařilo se mu zabít své vrahy, než zemřel. Na trůnu ho následoval starší syn Jollig-kagan a později po Jolligovi následoval jeho bratr Tengri-kagan. Po smrti Tengrikagana se říše začala rozpadat. Mladý Tengri byl zabit svým strýcem Kutlugem, který se chopil moci. Vypukla válka s kmenovými svazy Ujgurů, Basmalů a Karluků, v níž byli Turkuti poraženi a roku 744 jejich říše zanikla. 